# Lister (Farsunds Avis)
Lister, ehemals Farsunds Avis ist eine norwegische Tageszeitung in Agder, die an vier Tagen in der Woche erscheint und die Kommunen Farsund, Lyngdal, Kvinesdal, Flekkefjord und Hægebostad abdeckt. Mit einer Auflage von 5027 Exemplaren (2015) ist Farsund Avis die kleinste regelmäßig erscheinende Tageszeitung Norwegens (gedruckte Ausgabe).

## Restrukturierung
Die Zeitung ist auch digital abrufbar. Am 24. Januar 2013 wurde die Webseite www.farsunds-avis.no umbenannt in www.lister24.no.
Bis Mai 2014 erschien die Zeitung an sechs Tagen pro Woche, seither nur mehr an vier Tagen. Die Donnerstagausgabe wird an mehr als 13.000 Haushalte in der Region verteilt.
Lister beschäftigt 17 Mitarbeiter in Redaktion und Marketing. Der Umsatz betrug 2014 etwa 31 Mio. Kronen.

## Weblink
- lister24.no – offizielle Webpräsenz (norwegisch)